# Bursera glabrifolia
Espèce
Classification phylogénétique
Bursera glabrifolia est une espèce d'arbres de la famille des Burseraceae, endémique du Mexique. L’espèce est présente dans le centre du pays, dans les États suivants : Nayarit,
Jalisco, Colima, Michoacán, Mexico, Morelos, Puebla, Guerrero et Oaxaca.

## Taxonomie
Cette espèce végétale a été décrite pour la première fois par Karl Sigismund Kunth en 1824 comme Elaphrium glabrifolium puis déplacée dans le genre Bursera par Adolf Engler en 1896. Le qualificatif « glabrifolia », d’origine latine, signifie « à feuilles glabres, sans poils ».

## Description
Cette espèce est généralement un arbre, parfois un arbuste, à l’écorce grise, pouvant atteindre 12 m de hauteur. C’est un élément fréquent de la forêt tropicale sèche. Il pousse du niveau de la mer jusqu’à 2 200 m d'altitude. Il produit une résine abondante, transparente et à l’odeur agréable, appelée copal. Les feuilles sont imparipennées de 9 à 11 folioles sans poils, de couleur vert foncé brillant sur le dessus et vert jaune sur la face inférieure. Ses petites fleurs blanches sont groupées en forme de grappe. Les fruits, également disposés en grappes, sont rouges.  Il fleurit en mai et juin mais reste sans feuillage entre novembre et mai.

## Utilisations
Le bois de cet arbre est utilisé, dans les vallées centrales de l’État d’Oaxaca. par les artisans du bois pour fabriquer des objets et figurines appelées « alebrijes » (es). Ces figurines sont une tradition populaire qui est née dans les années 1960 et qui a acquis de l’importance sur le marché international au milieu des années 1980.
Les arbustes de cette espèce se rencontrent aussi formant des clôtures et enceintes vivantes autour des exploitations agricoles. 
La résine aromatique extraite de l’arbre est brûlée comme encens au cours de cérémonies religieuses ou de rituels culturels. À partir des feuilles et des fruits on obtient des huiles essentielles utilisées à des fins médicinales comme anti-grippe, contre la fièvre, les rhumatismes ou la gale, et dans l’élaboration de produits cosmétiques. 

## Menaces
En dépit du développement des activités agricoles (culture intensive et élevage) ou de l’extension des zones urbaines, tout comme de la déforestation due à l’utilisation de cette espèce dans l’artisanat local de certains États, Bursera glabrifolia est suffisamment répandu pour ne pas être considéré en péril.